# Conferência Oeste (NBA)
O Conferência Oeste (em inglês:  Western Conference) da National Basketball Association (NBA) possui 15 times, os quais estão separados em três divisões de cinco times cada. Os oito melhores times da conferência seguem para os playoffs, ao final de cada temporada da NBA. Desde 2006, as quatro primeiras colocações da conferência são reservadas aos campeões de cada divisão e ao melhor segundo lugar, garantindo-lhes o direito de disputar mais partidas dos playoffs em seus ginásios. O principal campeão da conferência é o  Los Angeles Lakers , que conquistou o título 31 vezes. O formato de conferência foi implantado em 1970, tendo até então sido apenas a Divisão Oeste antes da expansão e subdivisão.

## Atual divisão
A Conferência Oeste é composta atualmente pelos seguintes times:
| Divisão Noroeste                                              | Divisão Noroeste               | Divisão Noroeste | Divisão Noroeste              |
| Time                                                          | Cidade                         | Ano              | Origem                        |
| ------------------------------------------------------------- | ------------------------------ | ---------------- | ----------------------------- |
| Denver Nuggets                                                | Denver, CO                     | 1976             | ABA                           |
| Minnesota Timberwolves                                        | Minneapolis, MN                | 1988             | †                             |
| Oklahoma City Thunder (2008-) Seattle SuperSonics (1967-2007) | Oklahoma City, OK (Seattle, WA | 1967             | †                             |
| Portland Trail Blazers                                        | Portland, OR                   | 1972             | †                             |
| Utah Jazz                                                     | Salt Lake City, UT             | 1979             | Leste (como New Orleans Jazz) |

| Divisão Sudeste | Divisão Sudeste                                     | Divisão Sudeste | Divisão Sudeste                |
| Time | Cidade                                              | Ano             | Origem                         |
| --- | --------------------------------------------------- | --------------- | ------------------------------ |
| Dallas Mavericks | Dallas, TX                                          | 1980            | †                              |
| Houston Rockets(1971-) San Diego Rockets (1967-1971)                                                                     | Houston, TX San Diego, CA                           | 1967            | †                              |
| Memphis Grizzlies (2001-) Vancouver Grizzlies (1995-2001)                                                                | Memphis, TN Vancouver, BC                           | 1995            | †                              |
| New Orleans Pelicans (2013-) New Orleans Hornets (2002-2005, 2007–2013) New Orleans/Oklahoma City Hornets (2005–2007)[a] | Nova Orleans, LA Oklahoma City, OK[a] Charlotte, NC | 2002[b] 2004    | Leste (como Charlotte Hornets) |
| San Antonio Spurs | San Antonio, TX                                     | 1976            | ABA                            |

| Divisão do Pacífico                                                                                                | Divisão do Pacífico                                                          | Divisão do Pacífico | Divisão do Pacífico                |
| Time | Cidade                                                                       | Ano                 | Origem                             |
| --- | ---------------------------------------------------------------------------- | ------------------- | ---------------------------------- |
| Golden State Warriors (1971–) San Francisco Warriors (1962–1971)                                                   | Oakland, CA San Francisco, CA                                                | 1962                | Leste (como Philadelphia Warriors) |
| Los Angeles Clippers (1984–) San Diego Clippers (1978-1984)                                                        | Los Angeles, CA San Diego, CA                                                | 1978                | Leste (como Buffalo Braves)        |
| Los Angeles Lakers (1960) Minneapolis Lakers (1948-1960)                                                           | Los Angeles, CA Minneapolis, MN                                              | 1948                | †                                  |
| Phoenix Suns | Phoenix, AZ                                                                  | 1968                | †                                  |
| Sacramento Kings (1982-) Kansas City Kings (1972-1985)[c] Cincinnati Royals (1957–72) Rochester Royals (1945–1957) | Sacramento, CA Kansas City, Missouri[c] Cincinnati, Ohio Rochester, New York | 1950[d] 1972        | Central[d]                         |

† - Times que sempre jogaram no Oeste

### Ex-integrantes
Falidos
| - Anderson Packers - Baltimore Bullets - Chicago Stags - Cleveland Rebels - Denver Nuggets (1949-1950) | - Detroit Falcons - Indianapolis Jets - Indianapolis Olympians - Pittsburgh Ironmen | - Sheboygan Redskins - St. Louis Bombers - Washington Capitols - Waterloo Hawks |

Recolocados na Divisão Leste
- Chicago Bulls
- Detroit / Ft. Wayne Pistons
- Atlanta / Milwaukee / St. Louis Hawks
- Indiana Pacers
- Milwaukee Bucks
- Miami Heat

## Campeões da Divisão Oeste
- 1947: Chicago Stags
- 1948: Baltimore Bullets
- 1949: Minneapolis Lakers
- 1950: Indianapolis Olympians
- 1951: Rochester Royals
- 1952: Minneapolis Lakers
- 1953: Minneapolis Lakers
- 1954: Minneapolis Lakers
- 1955: Ft. Wayne Pistons
- 1956: Ft. Wayne Pistons
- 1957: St. Louis Hawks
- 1958: St. Louis Hawks
- 1959: Minneapolis Lakers
- 1960: St. Louis Hawks
- 1961: St. Louis Hawks
- 1962: Los Angeles Lakers
- 1963: Los Angeles Lakers
- 1964: San Francisco Warriors
- 1965: Los Angeles Lakers
- 1966: Los Angeles Lakers
- 1967: San Francisco Warriors
- 1968: Los Angeles Lakers
- 1969: Los Angeles Lakers

## Campeões da Conferência Oeste
| - 1970: Los Angeles Lakers - 1971: Milwaukee Bucks - 1972: Los Angeles Lakers - 1973: Los Angeles Lakers - 1974: Milwaukee Bucks - 1975: Golden State Warriors - 1976: Phoenix Suns - 1977: Portland Trail Blazers - 1978: Seattle SuperSonics - 1979: Seattle SuperSonics - 1980: Los Angeles Lakers - 1981: Houston Rockets - 1982: Los Angeles Lakers - 1983: Los Angeles Lakers - 1984: Los Angeles Lakers - 1985: Los Angeles Lakers - 1986: Houston Rockets - 1987: Los Angeles Lakers - 1988: Los Angeles Lakers | - 1989: Los Angeles Lakers - 1990: Portland Trail Blazers - 1991: Los Angeles Lakers - 1992: Portland Trail Blazers - 1993: Phoenix Suns - 1994: Houston Rockets - 1995: Houston Rockets - 1996: Seattle SuperSonics - 1997: Utah Jazz - 1998: Utah Jazz - 1999: San Antonio Spurs - 2000: Los Angeles Lakers - 2001: Los Angeles Lakers - 2002: Los Angeles Lakers - 2003: San Antonio Spurs - 2004: Los Angeles Lakers - 2005: San Antonio Spurs - 2006: Dallas Mavericks - 2007: San Antonio Spurs - 2008: Los Angeles Lakers | - 2009: Los Angeles Lakers - 2010: Los Angeles Lakers - 2011: Dallas Mavericks - 2012: Oklahoma City Thunder - 2013: San Antonio Spurs - 2014: San Antonio Spurs - 2015: Golden State Warriors - 2016: Golden State Warriors - 2017: Golden State Warriors - 2018: Golden State Warriors - 2019: Golden State Warriors - 2020: Los Angeles Lakers - 2021: Phoenix Suns - 2022: Golden State Warriors - 2023: Denver Nuggets - 2024: Dallas Mavericks - 2025: Oklahoma City Thunder Campeões da NBA em negrito |

## Ordem de conquistas da Divisão\Conferência Oeste
- 32: Minneapolis / Los Angeles Lakers
- 8: Golden State / San Francisco Warriors
- 6: San Antonio Spurs
- 5: Seattle SuperSonics / Oklahoma City Thunder
- 4: Houston Rockets
- 4: Atlanta / St. Louis Hawks
- 3: Portland Trail Blazers
- 3: Dallas Mavericks
- 2: Milwaukee Bucks
- 2: Detroit / Ft. Wayne Pistons
- 2: Phoenix Suns
- 2: Utah Jazz
- 1: Chicago Stags
- 1: Baltimore Bullets
- 1: Sacramento Kings / Rochester Royals
- 1: Denver Nuggets